# Marija Jovanović
Marija Jovanović (ur. 26 grudnia 1985 w Titogradzie) – czarnogórska piłkarka ręczna, reprezentantka kraju, grająca na pozycji lewej rozgrywającej. Wicemistrzyni olimpijska 2012. Mistrzyni Europy 2012. Obecnie występuje w rumuńskim C.S. Oltchim Râmnicu Vâlcea.

## Sukcesy
- mistrzostwo Czarnogóry  (2006, 2007, 2008, 2009, 2011)
- puchar Czarnogóry  (2006, 2007, 2008, 2009, 2010, 2011)
- puchar zdobywców pucharów  (2006, 2010))
- Liga Regionalna  (2010, 2011)
- mistrzostwo Rumunii  (2012)
- wicemistrzostwo olimpijskie  (2012)
- mistrzostwo Europy  (2012)